# 풍덕고등학교
풍덕고등학교(豊德高等學校)는 대한민국 경기도 용인시 수지구 풍덕천동에 있는 공립 고등학교이다.

## 학교 연혁
- 2000년 1월 15일 : 설립 인가(30학급)
- 2000년 3월 1일 : 양달오 초대 교장 취임
- 2000년 3월 8일 : 개교 및 입학식(401명)
- 2003년 2월 18일 : 제1회 졸업(377명)
- 2004년 9월 1일 : 교육인적자원부 e-Learning 연구학교 지정
- 2017년 3월 1일 : 교과부 외국어 중점과정운영(일본어, 중국어)
- 2023년 1월 3일 : 제21회 졸업식(434명, 누적인원 10,525명)
- 2023년 3월 1일 : 김상근 제7대 교장 취임
- 2023년 3월 2일 : 제24회 입학식(501명)

## 참고 자료
- 풍덕고등학교 - 한국교육학술정보원 학교알리미